# Chris Smith (basket-ball, 1987)
Ne doit pas être confondu avec Chris Smith (basket-ball, 1939) ou Chris Smith (basket-ball, 1970).
Pour les articles homonymes, voir Chris Smith et Smith.
Chris Smith, né le 13 octobre 1987, à Millstone Township, au New Jersey, est un joueur américain, naturalisé israélien, de basket-ball. Il évolue au poste de meneur.

## Biographie
Chris Smith est le frère du basketteur J. R. Smith.

## Palmarès
- Vainqueur de la Coupe d'Israël 2020